# Xcas

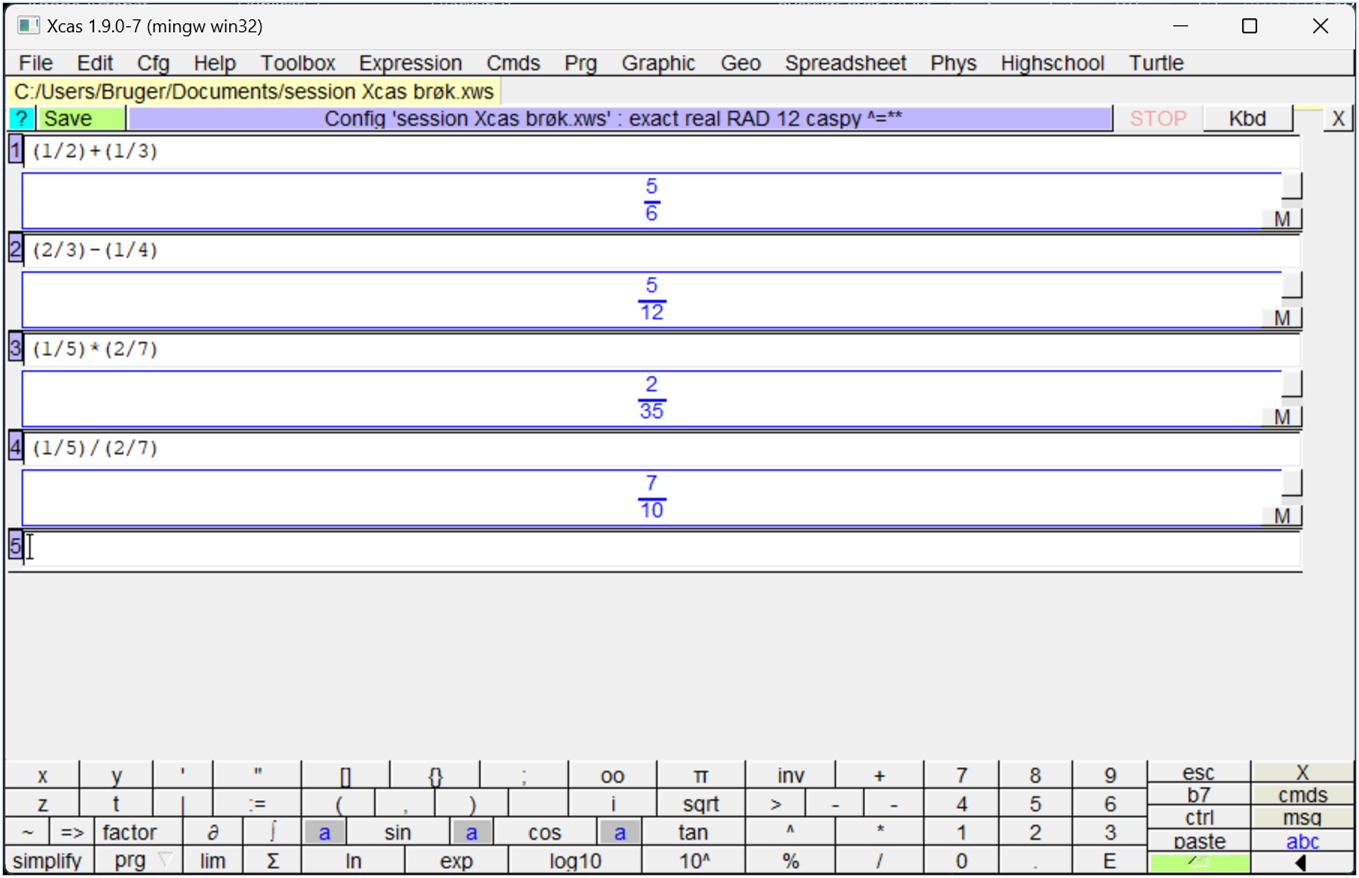
图一：使用Xcas進行異分母分數運算

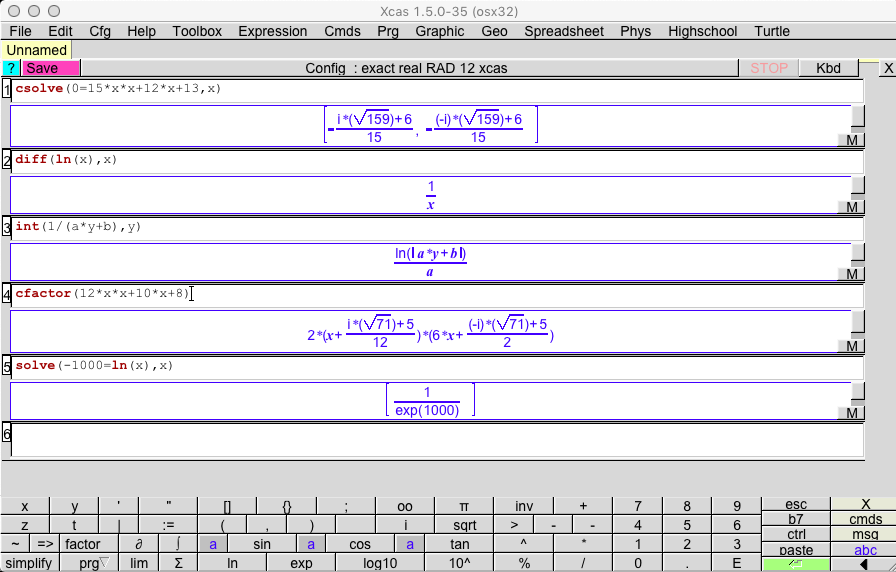
图二：Xcas可以解方程，计算导数與不定積分，等等

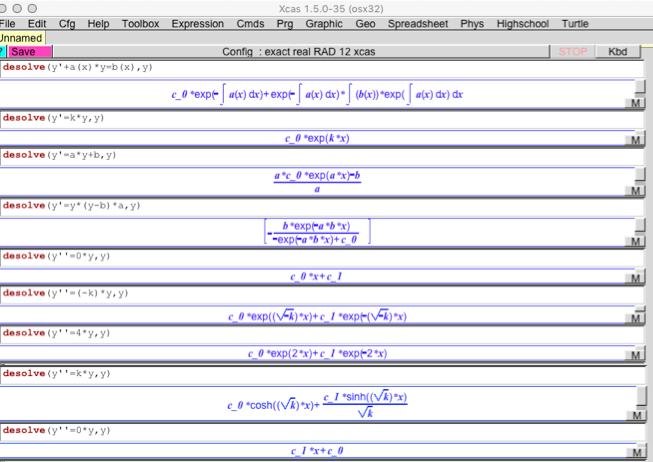
圖三：Xcas也可解决微分方程问题

Xcas是Giac的圖形介面前端，Giac是一个开源的计算机代数系统（CAS），其适用于Windows、macOS和Linux以及其他许多平台。Xcas使用C++語言開發，其也可作為C++庫被其他C++程序使用。
Xcas兼容許多流行的計算機代數系統，譬如WolframAlpha、Mathematica、Maple和MuPAD。用户可使用Giac/Xcas開發形式化算法或在其他代數系統使用。而Giac也被用于SageMath的微积分运算。Xcas也可以解方程（图3）和微分方程（图4）并繪圖。

## 功能

### 特性
以下撮要列出Xcas之功能：
- Xcas有如科學計算器一般的能力，有直觀的輸入、優雅的輸出；
- Xcas也可作为电子表格使用；[8]
- 解含有复数根的方程（图2）；
- 解三角函数方程；
- 解微分方程（图3）；[9][10]
- 繪圖；
- 求解函数的微分（或导数）（图2）；
- 求解函數的不定積分；
- 计算面积或進行积分運算；
- 线性代数。

### 命令示例
- 將分數簡化為{\displaystyle Q+{\frac {R}{B}}(R<B)}形式的分數：propfrac(42/15)，輸出{\displaystyle 2+{\frac {4}{5}}}；
- 計算平方根：sqrt(4)，輸出{\displaystyle 2}；
- 繪製直綫方程的圖像：line(x=1)，輸出一條方程為{\displaystyle 1}的直綫；
- 繪圖：可使用命令plot(function)繪圖。示例： plot(3 * x^2 - 5)，輸出{\displaystyle y=3x^{2}-5}的圖像；
- 計算算數平均值：mean([3, 4, 2])，輸出{\displaystyle 3}；
- 計算方差：variance([3, 4, 2])，輸出{\displaystyle {\frac {2}{3}}}；
- 计算标准差：stddev([3, 4, 2])，輸出{\displaystyle {\frac {\sqrt {6}}{3}}}；
- 計算矩阵行列式：det([[1,2], [3,4]])，輸出{\displaystyle -2}。

## 適配平臺
- Windows
- macOS
- Linux/Unix
- FreeBSD
- Android
- iOS（付費版本）
- 在線使用 （页面存档备份，存于）

## 歷史
Xcas和Giac是由法国格勒诺布尔的約瑟夫·傅立葉大學（今格勒諾布爾-阿爾卑斯大學） Bernard Parisse和Renée De Graeve兩人自2000年起開發的開源項目。該項目也吸收了先前同由Bernard Parisse開發的CASErable的經驗。
Xcas之Giac/Xcas 1.5.0系统还被惠普公司以多重授權方式搭载在其产品HP Prime计算器上。2013年，Xcas被整合到GeoGebra的CAS视图中。